# Liste der Augustinerchorherrenstifte in der Windesheimer Kongregation
Diese Liste enthält bestehende und ehemalige Augustinerchorherren-Stifte, die der Windesheimer Kongregation angehörten. 

## Belgien
| Institution                           | Ort                        | Jahr der Regulierung oder Ansiedelung | Aufnahme in das Windesheimer Kapitel | Bauzeugen |
| ------------------------------------- | -------------------------- | ------------------------------------- | ------------------------------------ | --------- |
| Kloster Bethlehem                     | Herent                     |                                       | 1418                                 |           |
| Kloster Bois-Seigneur-Isaac           | Ophain-Bois-Seigneur-Isaac |                                       | 1443                                 |           |
| Kloster Groenendaal                   | Hoeilaart                  | 1350                                  | 1412                                 |           |
| Kloster Korsendonk                    | Oud-Turnhout               | 1398                                  | 1412                                 |           |
| Kloster Unserer Lieben Frau ten Walle | Elsegem                    | 1417                                  | 1420                                 |           |
| Rotes Kloster                         | Auderghem                  | 1373                                  | 1412                                 |           |
| St. Elisabeth                         | Herstal                    | 1253                                  | vor 1439                             |           |
| St. Martin                            | Löwen                      | 1447                                  | 1461                                 |           |
| Kloster Ten Hole                      | Melle                      | 1428                                  | 1442/47                              |           |
| Kloster Ten Troon                     | Grobbendonk                | 1417                                  | 1419                                 |           |
| Kloster Ter Nood Gods                 | Tongern                    | um 1422                               | 1432                                 |           |
| Kloster Zevenborren                   | Sint-Genesius-Rode         | 1389                                  | 1418                                 |           |

## Deutschland
| Institution                | Ort                       | Jahr der Regulierung oder Ansiedelung | Aufnahme in das Windesheimer Kapitel | Bauzeugen                                                            |
| -------------------------- | ------------------------- | ------------------------------------- | ------------------------------------ | -------------------------------------------------------------------- |
| St. Johannis               | Aachen                    | 1420                                  | 1430                                 |                                                                      |
| Kloster Birklingen         | Iphofen-Birklingen        | 1459                                  | 1463                                 |                                                                      |
| Stift Blomberg             | Blomberg                  | 1468                                  | 1468                                 | Klosterkirche (Blomberg)                                             |
| Kloster Böddeken           | Böddeken                  | 1408                                  | 1430                                 |                                                                      |
| Kloster Bödingen           | Hennef-Bödingen           | 1424                                  | 1424                                 | Wallfahrtskirche Zur schmerzhaften Mutter Gottes und Konventsgebäude |
| Kloster Bordesholm         | Bordesholm                | 1328                                  | 1491                                 |                                                                      |
| Kloster Dalheim            | Lichtenau                 | 1452                                  | 1452                                 |                                                                      |
| Eberhardsklausen           | Klausen                   | 1456                                  | 1459                                 | Wallfahrtskirche Maria Heimsuchung                                   |
| Kloster Ewig               | Attendorn                 | 1420                                  | 1430                                 |                                                                      |
| St. Maria Magdalena        | Frankenthal               | 1119                                  | 1468                                 | Erkenbert-Ruine                                                      |
| Kloster Frenswegen         | Nordhorn-Frenswegen       | 1394                                  | 1400                                 |                                                                      |
| Stift Gaesdonck            | Goch                      | 1400                                  | 1400                                 | Stiftskirche und Collegium Augustinianum Gaesdonck                   |
| St. Georg                  | Goslar                    | um 1125                               | 1451                                 | Stiftsruine                                                          |
| St. Johannis               | Halberstadt               | vor 1119                              | 1488                                 | Kirche St. Johannis                                                  |
| Kloster Hamersleben        | Hamersleben               | um 1110                               | 1452/53                              |                                                                      |
| St. Bartholomäus           | Hildesheim                | 1115/30                               | um 1440/45                           | Sülte                                                                |
| Kloster Hirzenhain         | Hirzenhain                | 1430er Jahre                          | 1437                                 | Klosterkirche                                                        |
| Kloster Höningen           | Altleiningen-Höningen     |                                       | 1447                                 |                                                                      |
| Kloster Kirschgarten       | Worms                     | 1443                                  | um 1445                              |                                                                      |
| Kloster Herrenleichnam     | Köln                      | 1430                                  | 1451                                 |                                                                      |
| Kloster Marienkamp         | Esens                     | 1420                                  | 1420                                 |                                                                      |
| Kloster Merxhausen         | Bad Emstal-Merxhausen     | 1213/30 als Frauenstift               | 1489 als Herrenstift                 |                                                                      |
| Kloster Möllenbeck         | Rinteln-Möllenbeck        | 1441                                  | 1441                                 |                                                                      |
| Oberkloster Neuss          | Neuss                     | um 1181                               | 1430                                 |                                                                      |
| Kloster Niederwerth        | Niederwerth               |                                       | 1436/37                              | St. Georg                                                            |
| Stift Pfaffen-Schwabenheim | Pfaffen-Schwabenheim      | 1130                                  | 1468                                 | Propsteikirche                                                       |
| Kloster Ravengiersburg     | Ravengiersburg            | 1074                                  | 1469                                 |                                                                      |
| Kloster Rebdorf            | Eichstätt                 | um 1156                               | 1458                                 |                                                                      |
| Kloster Riechenberg        | Goslar                    | nach 1117                             | 1433                                 |                                                                      |
| Kloster Schamhaupten       | Altmannstein-Schamhaupten | 1136/37                               | 1458                                 |                                                                      |
| Kloster Segeberg           | Bad Segeberg              | 1127                                  | 1445                                 | Marienkirche                                                         |
| Kloster Sielmönken         | Krummhörn                 | 1444                                  | 1444                                 |                                                                      |
| Stift Sindelfingen         | Sindelfingen              |                                       | 1477                                 |                                                                      |
| Kloster vom Heiligen Geist | Uedem                     |                                       | 1456                                 |                                                                      |
| Kloster Volkhardinghausen  | Volkhardinghausen         |                                       | 1465 als Herrenstift                 |                                                                      |
| Kloster Wittenburg         | Wittenburg                | 1328                                  | 1423                                 | St. Marie und Willehad                                               |
| Kloster Mariensande        | Straelen                  | 1470                                  | 1470                                 |                                                                      |

## Frankreich
| Institution         | Ort              | Jahr der Regulierung oder Ansiedlung | Aufnahme in das Windesheimer Kapitel | Bauzeugen             |
| ------------------- | ---------------- | ------------------------------------ | ------------------------------------ | --------------------- |
| Kloster Hessen      | Hessen           | 1483                                 | 1483                                 | St.-Laurent           |
| St. Christina       | Saint-Pierre     | 1115                                 | 1467                                 | Château d'Ittenweiler |
| Stift Marbach       | Voegtlingshoffen | 1094                                 | 1462                                 |                       |
| Stift Truttenhausen | Heiligenstein    |                                      | 1454                                 |                       |

## Niederlande
| Institution               | Ort                 | Jahr der Regulierung oder Ansiedlung | Aufnahme in das Windesheimer Kapitel | Bauzeugen |
| ------------------------- | ------------------- | ------------------------------------ | ------------------------------------ | --------- |
| Kloster Agnietenberg      | Zwolle              |                                      | 1398                                 |           |
| Kloster Albergen          | Albergen            |                                      | 1448                                 |           |
| Mariënhof                 | Amersfoort          |                                      | 1416/17                              |           |
| Kloster Amsterdam         | Amsterdam           | 1395                                 | kurz nach 1400                       |           |
| Kloster Anjum             | Eanjum              | 1423                                 |                                      |           |
| Kloster Mariënborn        | Arnhem              | 1392                                 |                                      |           |
| Barraconvent              | Burgum              |                                      | 1450                                 | Kruiskerk |
| St. Maria in Sion         | Beverwijk           |                                      | 1431                                 |           |
| Kloster Schaer            | Bredevoort          |                                      | 1439                                 |           |
| Eemstein                  |                     | 1382                                 | 1395                                 |           |
| Kloster Mariënhage        | Eindhoven-Woensel   |                                      | 1422                                 |           |
| Kloster Mariä Heimsuchung | Haarlem             |                                      | 1407                                 |           |
| Kloster Haske             | De Fryske Marren    |                                      | 1464                                 |           |
| Kloster Lopsen            | Leiden              | 1459/60                              | 1461                                 |           |
| Kloster Engelendaal       | Leiderdorp          |                                      | 1400                                 |           |
| Ludingakerke              |                     |                                      | 1429                                 |           |
| Kloster Naarden           | Naarden             |                                      | 1453/54                              |           |
| Kloster Nieuwlicht        | Oosterblokker       | 1392                                 | 1392                                 |           |
| Sint-Catharina            | Nijmegen            | 1402                                 | 1430                                 |           |
| Sint-Elisabethsdal        | Nunhem bei Roermond |                                      | 1435                                 |           |
| Kloster Reimerswaal       | Reimerswaal         |                                      | 1444                                 |           |
| Kloster Rugge             | Brielle             |                                      | 1406                                 |           |
| Kloster Thabor            | Sneek               |                                      | um 1407                              |           |
| Kloster Utrecht           | Utrecht             |                                      | 1430                                 |           |
| Kloster Vredendaal        | Utrecht             | 1413                                 | 1419                                 |           |
| Kloster Windesheim        | Zwolle              | 1387                                 |                                      |           |
| Kloster Zaltbommel        | Zaltbommel          |                                      | um 1405                              |           |
| Kloster Bethlehem         | Zwolle              | 1396                                 |                                      |           |

## Polen
| Institution      | Ort       | Jahr der Regulierung oder Ansiedlung | Aufnahme in das Windesheimer Kapitel | Bauzeugen |
| ---------------- | --------- | ------------------------------------ | ------------------------------------ | --------- |
| Kloster Jasenitz | Jasienica | 1326                                 | 1511                                 |           |

## Schweiz
| Institution        | Ort        | Jahr der Regulierung oder Ansiedelung | Aufnahme in das Windesheimer Kapitel | Bauzeugen       |
| ------------------ | ---------- | ------------------------------------- | ------------------------------------ | --------------- |
| St. Leonhard       | Basel      | 1133/35                               | 1462                                 | Leonhardskirche |
| Kloster Beerenberg | Winterthur | 1365                                  | 1483/84                              |                 |
| Kloster St. Martin | Zürich     | 1126                                  | 1472                                 |                 |